# Chimarra tibialis
Chimarra tibialis är en nattsländeart som först beskrevs av Navás 1922.  Chimarra tibialis ingår i släktet Chimarra och familjen stengömmenattsländor. Inga underarter finns listade i Catalogue of Life.